# Offensiva della Sambia
L'Offensiva della Sambia (in russo Земландская наступательная операция?) fu un'operazione militare condotta dal 3º Fronte bielorusso con sostegno della Flotta del Baltico, effettuata dal 13 al 25 aprile 1945 durante l'Offensiva della Prussia Orientale.

## Antefatti
A seguito della battaglia di Königsberg, furono create le condizioni favorevoli per la sconfitta del restante gruppo di truppe naziste nella Prussia Orientale, nella penisola della Sambia, dove il nemico organizzò una forte difesa, il cui sistema comprendeva la fortezza di Pillau.

## Truppe degli schieramenti

### Task Force "Samland" (Germania nazista)
La Task Force "Samland" operante contro le truppe sovietiche era composta da divisioni di fanteria e carri armati, diverse unità separate del Volkssturm e contava 65 400 soldati e ufficiali, 1 204 cannoni e mortai e 166 carri armati:
- XXVI. Armeekorps:
  - 1. Infanterie-Division;
  - 21. Infanterie-Division;
  - 58. Infanterie-Division;
  - 5. Panzer-Division;
  - 28. Schlesische leichte Infanterie-Division;
  - 561. Volksgrenadier-Division.
- LV. Armeekorps:
  - 50. Infanterie-Division;
  - 286. Sicherungs-Division;
  - 558. Volksgrenadier-Division.
- IX. Armeekorps:
  - 93. Infanterie-Division;
  - 95. Infanterie-Division;
  - 14. Infanterie-Division (mot.);
  - 551. Volksgrenadier Division;
  - Division Großdeutschland;
  - Schwere Panzerabteilung 502;
  - Schwere Panzerabteilung 505.

### Gruppo di Forze della Sambia del 3º Fronte bielorusso (Unione Sovietica)
Per eseguire l'operazione, il comando del 3º Fronte bielorusso assegnò parte del Gruppo di Forze della Sambia, composto da:
- 2ª Armata delle guardie:
  - 11º Corpo fucilieri delle guardie (2ª, 3ª e 32ª Divisioni fucilieri delle guardie);
  - 60º Corpo fucilieri (154ª, 251ª, 334ª Divisioni fucilieri delle guardie);
  - 103º Corpo fucilieri (115ª, 182ª, 325ª Divisioni fucilieri delle guardie);
  - unità di subordinazione dell'esercito.
- 11ª Armata delle guardie:
  - 8º Corpo fucilieri delle guardie (5ª, 26ª e 83ª Divisioni fucilieri delle guardie);
  - 16º Corpo fucilieri delle guardie (1ª, 11ª e 31ª Divisioni fucilieri delle guardie);
  - 36º Corpo fucilieri delle guardie (16ª, 18ª e 84ª Divisioni fucilieri delle guardie);
  - unità di subordinazione dell'esercito.
- 5ª Armata:
  - 45º Corpo fucilieri (157, 159, 184 Divisioni fucilieri delle guardie);
  - 65º Corpo fucilieri (97ª, 144ª, 371ª Divisioni fucilieri delle guardie);
  - 72ª Corpo fucilieri (63ª, 215ª, 277ª Divisioni fucilieri delle guardie);
  - unità di subordinazione dell'esercito.
- 39ª Armata:
  - 5º Corpo fucilieri delle guardie (17ª, 19ª e 91ª Divisioni fucilieri delle guardie);
  - 94º Corpo fucilieri (124ª, 221ª, 358ª Divisioni fucilieri delle guardie);
  - 113º Corpo fucilieri (192, 262, 338 Divisioni fucilieri delle guardie);
  - unità di subordinazione dell'esercito.
- 43ª Armata:
  - 13º Corpo fucilieri delle guardie (24ª, 33ª e 87ª Divisioni fucilieri delle guardie);
  - 54º Corpo fucilieri (126ª, 235ª, 263ª Divisioni fucilieri delle guardie);
  - 90º Corpo fucilieri (26ª, 70ª, 319ª Divisioni fucilieri delle guardie);
  - unità di subordinazione dell'esercito.

| - 1ª Armata aerea: - 6º Corpo aviazione bombardieri; - 326ª Divisione aviazione bombardieri; - 334ª Divisione aviazione bombardieri; - 6ª Divisione aviazione bombardieri delle guardie; - 276ª Divisione aviazione bombardieri; - 1ª Divisione aviazione d'assalto delle guardie; - 182ª Divisione aerea d'assalto; - 277ª Divisione aerea d'assalto; - 311ª Divisione aerea d'assalto; - 129ª Divisione aviazione da caccia; - 130ª Divisione aviazione da caccia; - 240ª Divisione aviazione da caccia; - 303ª Divisione aviazione da caccia; - 330ª Divisione aviazione da caccia; - 213ª Divisione aviazione bombardieri notturni; - 406º Reggimento aviazione bombardieri notturni; - 10º Reggimento aviazione da ricognizione separato; - 90º Reggimento aviazione da ricognizione separato; - 117º Reggimento aviazione da ricognizione correttiva; - 151º Reggimento aviazione da ricognizione correttiva; - 142º Reggimento aviazione da trasporto; - 1º Reggimento aviazione sanitaria; - 354º Reggimento aviazione delle comunicazioni; - Régiment de chasse 2/30 Normandie-Niémen; - Reggimenti artiglieria contraerea: 1551º, 1552º, 1553º, 1565º, 1600º, 1602º, 1608º Reggimenti artiglieria contraerea. | - 3ª Armata aerea : - 11º Corpo aviazione da caccia - 5ª Divisione aviazione da caccia delle guardie; - 190ª Divisione aviazione da caccia; - 3ª Divisione aviazione bombardieri delle guardie - 314ª Divisione aviazione bombardieri notturni; - 211ª Divisione aerea d'assalto; - 335ª Divisione aerea d'assalto; - 259ª Divisione aviazione da caccia; - 6º Reggimento aviazione d'assalto delle guardie; - 11º Reggimento aviazione da ricognizione separato; - 206º Reggimento aviazione da ricognizione correttiva; - 87º reggimento aviazione sanitaria; - 763º Reggimento aviazione da trasporto; - 399º Reggimento aviazione delle comunicazioni; - Reggimenti artiglieria contraerea: 1556º, 1557º, 1558º, 1604º Reggimenti artiglieria contraerea. |

Il gruppo era composto da 111 455 soldati e ufficiali, 3 022 cannoni e mortai e 824 carri armati.

## Pianificazione e preparazione
Il piano del comando delle truppe sovietiche era di colpire le forze principali della 5ª e 39ª Armata dall'area a nord-ovest di Königsberg in direzione generale di Fischhausen per sezionare il gruppo nemico e distruggerlo a scaglioni. Contemporaneamente, le forze della 2ª Armata delle guardie e della 43ª Armata avrebbero lanciato attacchi ausiliari sui fianchi. Per completare la sconfitta dei tedeschi nella zona di Pillau, era prevista l'11ª Armata delle guardie, che costituiva il 2º scaglione del fronte. La Flotta del Baltico avrebbe dovuto coprire i fianchi costieri del fronte, sostenere l'avanzata delle forze di terra e impedire l'evacuazione delle truppe nemiche via mare.

## Avanzamento
L'operazione iniziò il 13 aprile 1945 con l'offensiva del Gruppo di Forze della Sambia con il supporto aereo dellaa 1ª e 3ª Armate aerea. Alla fine del primo giorno di combattimenti, le truppe sovietiche avanzarono di 3-5 km, catturando oltre 4 000 persone. Il 14 aprile il nemico iniziò a ritirare le sue truppe a Pillau. Il 16 aprile, la Flotta del Baltico con 3 imbarcazioni corazzate effettuò uno sbarco tattico sulla diga di Zimmerbude del canale di Königsberg (una compagnia della 260ª Brigata marina separata, fino a 100 soldati), creando condizioni favorevoli per l'avanzata delle truppe del fronte lungo la costa della baia della Vistola.
Il 17 aprile, le truppe del Gruppo di Forze della Sambia catturarono il principale centro della resistenza nemica: la città di Fischhausen (ora città di Primorsk, nell'oblast' di Kaliningrad). I resti della Task Force "Samland" si ritirarono nell'area di Pillau.
Il 20 aprile, l'11ª Armata delle guardie entrò in battaglia, conquistando Pillau entro la fine del 25 aprile.
Dopo la sconfitta delle principali forze della Task Force, i nazisti continuarono a tenere tra le mani solo il promontorio della Vistola, le battaglie per liberarlo continuarono fino all'8 maggio, e il 9 maggio più di 22 000 soldati e ufficiali si arresero ai sovietici. L'Offensiva della Sambia completò l'offensiva delle truppe sovietiche nella Prussia Orientale.

## Esito
- Sconfitta completa della Task Force "Samland" tedesca: 25 divisioni e tre brigate furono sconfitte e distrutte.[4]
- Il territorio dell'attuale oblast' di Kaliningrad venne completamente liberato.[4]
- Ricevettero riconoscenze le formazioni e le unità che si distinsero nelle battaglie per la liberazione di Pillau.
- Le truppe per la cattura dell'ultima roccaforte della difesa tedesca sulla penisola della Sambia, Pillau (grande porto e base navale tedesca sul Mar Baltico),[5] furono ringraziati per ordine dell'Alto Comando Supremo (STAVKA) e il 25 aprile 1945 a Mosca fu fatto un saluto con venti salve di artiglieria su duecentoventiquattro cannoni.

## Nella cultura di massa
È stato girato un film sugli eventi di quel tempo sui combattimenti del promontorio della Vistola.